# Chlorophthalmus atlanticus
Chlorophthalmus atlanticus är en fiskart som beskrevs av Poll, 1953. Chlorophthalmus atlanticus ingår i släktet Chlorophthalmus och familjen Chlorophthalmidae. Inga underarter finns listade i Catalogue of Life.